# Río Aiyuva
El río Aiyuva (en ruso, Айюва) es un río en la república Komi, en el norte de la Rusia europea. es un afluente por la orilla derecha del río Izhma, lo que le incorpora a la cuenca hidrográfica del Pechora. Se une al Izhma en Sosnogorsk.

## Geografía
El Aiyuva nace en la cordillera de Timán. Tiene una longitud de 193km y drena una cuenca de 2.950 kilómetros cuadrados. Se han encontrado en las orillas e inmediaciones del río grandes yacimientos fósiles, en particular de ichthyosauria y dinosaurios. En su curso inferior hay extracciones de mineral de bauxita.